# Otton de Gueldre (évêque)
Otton de Gueldre ou Otton Ier de Gueldre (1194 – Voorthuizen près d'Elten 1er septembre 1215) était évêque d'Utrecht de 1212 à 1215.
Otton était un fils du comte Otton Ier de Gueldre et de Richardis de Bavière. Il a été élu évêque très jeune avec le soutien de Gueldre et du parti Hohenstaufen. Il était un fidèle défenseur des intérêts du comté de Gueldre dans le Sticht. Il est mort sur le chemin de Rome.